# Celia Thomas, Baroness Thomas of Winchester

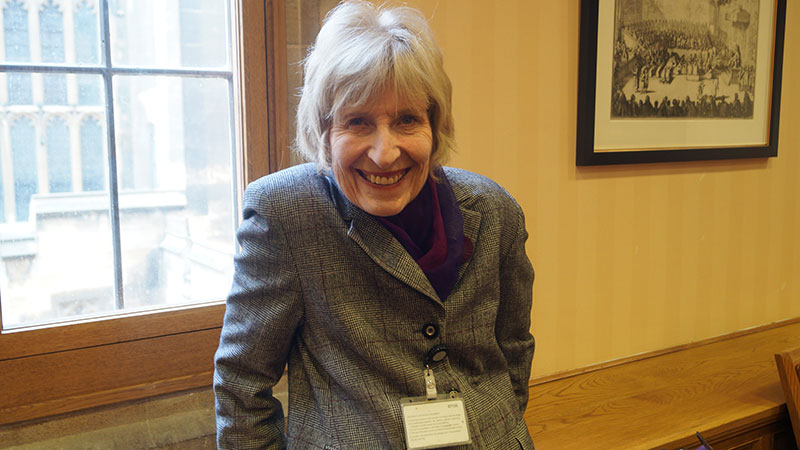
Celia Thomas, Baroness Thomas of Winchester

Celia Thomas, Baroness Thomas of Winchester MBE (* 14. Oktober 1945) ist eine britische Politikerin der Liberal Party sowie später der Liberal Democrats, die seit 2006 Mitglied des House of Lords ist.

## Leben
Celia Thomas, die in den 1960er Jahren Mitglied der Liberal Party in Winchester wurde, war zwischen 1977 und 2005 Mitarbeiterin im Büro der Whips der Liberal Party sowie zuletzt von 1997 bis 2005 Leiterin des Büros. Während dieser Zeit wurde sie 2001 auch Vorsitzende der Liberal Summer School, aus der das Keynes Forum hervorging. Seit 2005 ist sie Vizepräsidentin der Lloyd George Society und war daneben zwischen 2006 und 2009 auch Mitglied der Geschäftsführung der unabhängigen liberalen Denkfabrik CentreForum.
Am 26. Mai 2006 wurde Celia Thomas, die auch Präsidentin der Liberal Democrats in Winchester ist, als Peeress mit dem Titel Baroness Thomas of Winchester, of Winchester in the County of Hampshire, in den Adelsstand erhoben und gehört damit seither als Mitglied dem House of Lords an. Während dieser Zeit war sie zwischen 2007 und 2010 Sprecherin der Fraktion der Liberal Democrats im Oberhaus für Arbeit und Pensionen.